# Bjugn
Bjugn (tidigare Botngård ) är en tätort i Ørlands kommun i Trøndelag fylke i Norge. Orten ligger längst inne vid Bjugnfjorden, där fylkesväg 710 och fylkesväg 721 möts. Den utgör kommunens centralort.
Orten har tidigare utgjort centralort i dåvarande Bjugns kommun.